# أوليفييه روي (لاعب هوكي الجليد)
أوليفييه روي هو لاعب هوكي الجليد كندي، ولد في 12 يوليو 1991 في أمكوي في كندا.

## وصلات خارجية
- أوليفييه روي على موقع دوري الهوكي الوطني (الإنجليزية)
- أوليفييه روي على موقع EliteProspects.com (الإنجليزية)
- أوليفييه روي على موقع Eurohockey.com (الإنجليزية)
- أوليفييه روي على موقع HockeyDB.com (الإنجليزية)